# انعقاف الأظفار
انْعِقافُ الأَظْفار بالإنجليزية:Onychogryphosis أو onychogryposis  عبارة عن قد يؤدي لأظافر تشبه المخالب أو قرن الكبش.

## الأسباب

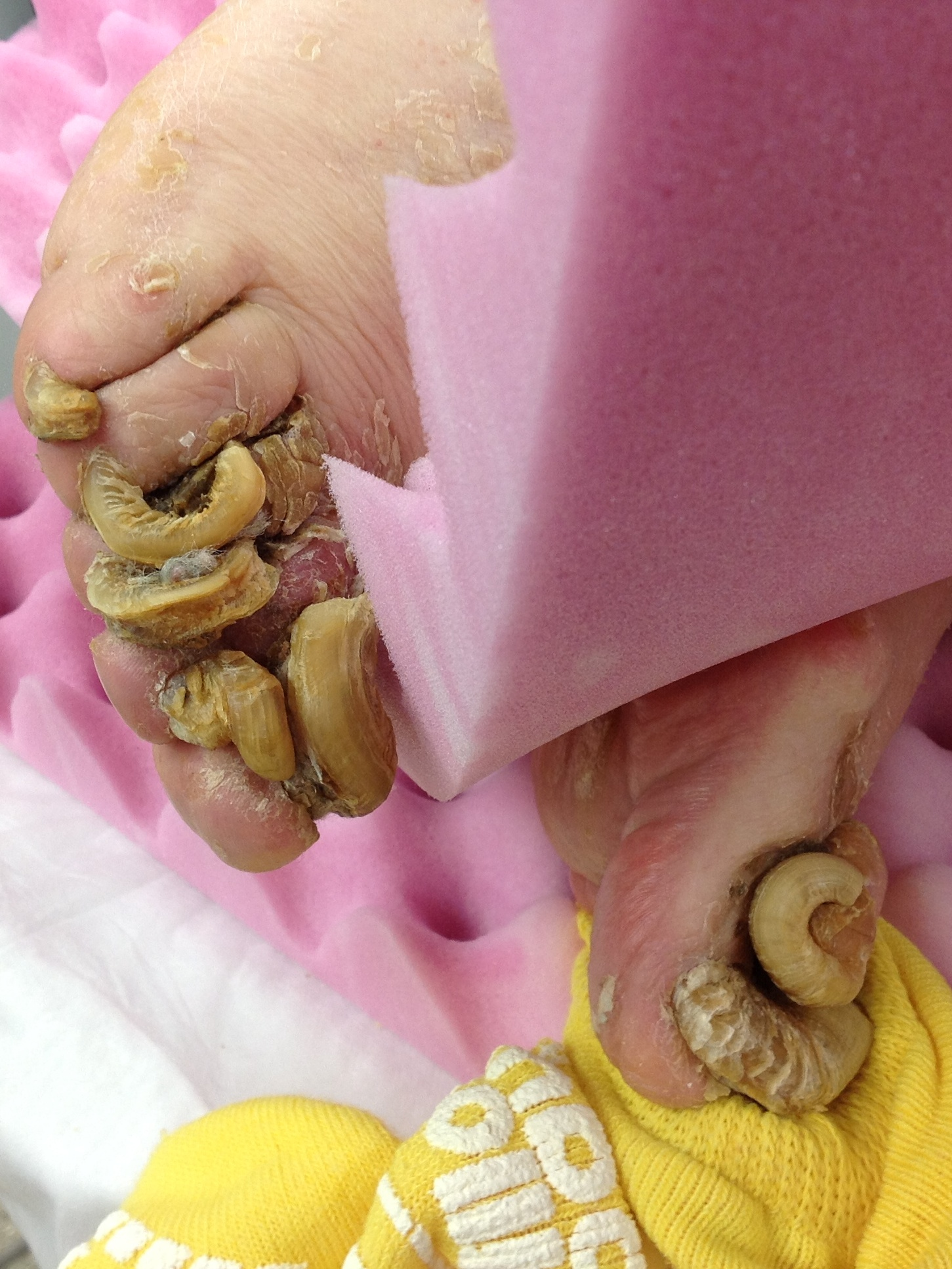
انعقاف الأظفار في رجل مسن،ويتضح هنا وجه الشبه بينها وبين قرن الكبش

انعقاف الأظفار قد يكون سببها صدمة أو الإصابة بمرض الشريان المحيطي ولكن في أغلب الأحيان تكون نتيجة للإهمال الشخصي وعدم تقليم الأظافر لفترة طويلة.:783–4 تُرى هذه الحالة بكثرة في الأشخاص المسنين.

## العلاج
يقترح البعض قلع صفيحة الظفر مع تدمير جراحي لسرير الظفر باستخدام الفينول أو ليزر ثاني أكسيد الكربون، إذا ما كان تدفق الدم جيداً.:783–4:659

## الانتشار
تم تسجيل انعقاف الأظفار الخلقي الشديد في عائلتين أظهرا الأليل السائد لجين معين، حيث أُصيبت الصفائح الظفرية العشرون كلها. انعقاف الأظفار الخلقي في اصبع القدم الخامس (أخمص القدمين) هو أمر شائع الحدوث إلى حد ما، ولكن بدون أعراض ونادرا ما يلفت انتباه الأطباء. بدلاً من ذلك، فإنه يلفت انتباه مدرّمات الأظافر "manicurists" الذين يقلمون الأظافر بشكل روتيني.